# 托马斯·沃尔特 (植物学家)
托马斯·沃尔特（Thomas Walter，1740年—1789年1月17日）为美国植物学家。他创作了《卡罗来纳州植物志》，其为南卡罗来纳州早期较为完整的开花植物志。